# Rhipha spitzi
Rhipha spitzi là một loài bướm đêm thuộc phân họ Arctiinae, họ Erebidae.